# Kreuzkirche (Haindling)

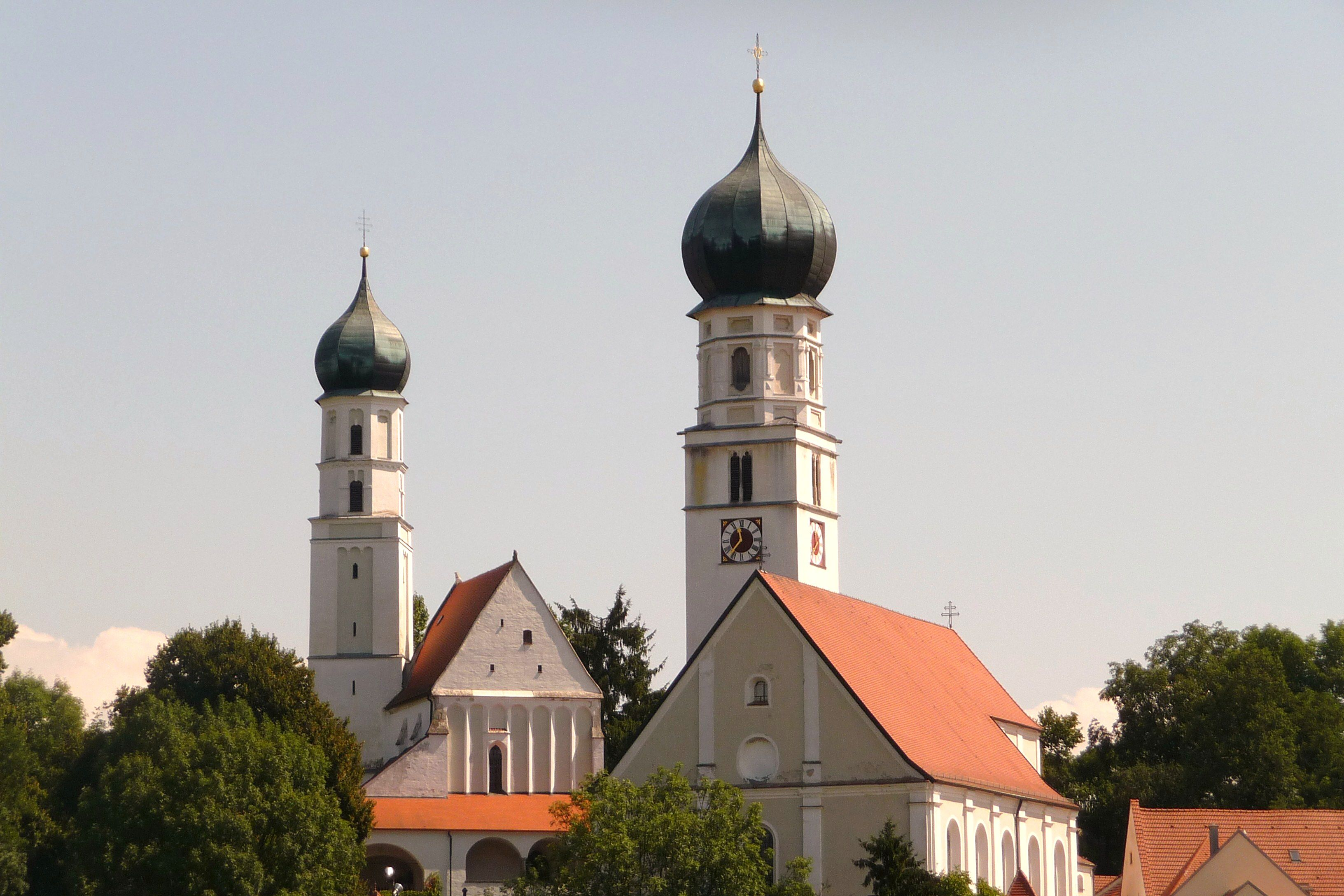
Kirchenensemble Haindling, links die Kreuzkirche

Die römisch-katholische Kreuzkirche in Haindling, einem Gemeindeteil der Stadt Geiselhöring im niederbayerischen Landkreis Straubing-Bogen, ist neben der Marienkirche die zweite, etwas kleinere Kirche des Wallfahrtsortes. Das Patrozinium der Kreuzkirche wird am Festtag Kreuzerhöhung, dem 14. September begangen. Die von 1621 bis 1629 erbaute Kirche ist im Renaissance-Stil gehalten und besitzt einen der schönsten Renaissance-Altäre Bayerns.

## Kreuzweg
Nachdem in Haindling bereits im 17. Jahrhundert einzelne Passionskapellen errichtet worden waten, ließ Pater Bonifaz Schachtner um 1733 einen Kreuzweg mit neun unterschiedlich großen, rundbogig geöffneten Kapellen errichten. Diese sind entlang eines Weges rund um die beiden Haindlinger Kirchen angeordnet. Ursprünglich wurden sie von dem Geiselhöringer Johann Haubner farbig gefasst und vergoldet, diese Fassung wurde jedoch 1762 übermalt. Seit 1991 schmücken sie Reliefs, die auch die übrigen fünf Kreuzwegstationen abdecken. Die letzte Station bildet gewissermaßen die Grablegungskapelle mit dem Heiligen Grab im Unterbau der Kreuzkirche.

## Geschichte
Haindling war bereits seit dem 11. Jahrhundert im Besitz des Benediktinerklosters Sankt Emmeram in Regensburg. Im 14. Jahrhundert kam die Marienwallfahrt auf, eine der ältesten heute noch bestehenden Wallfahrten Bayerns. Aufgrund ihrer wachsenden Beliebtheit errichtete man um 1480 eine zweite Kirche, die heute als Kreuzkirche fortbesteht. Über diesen ursprünglichen Bau ist kaum etwas überliefert. Sicher ist jedoch, dass Abt Hieronymus II. Feury von Sankt Emmeram während seiner Amtszeit (1609–1623) die völlige Modernisierung und Ausschmückung der Kreuzkirche im Sinne der Gegenreformation in die Wege leitete. Im Jahr 1621 begannen die Arbeiten, die der Münchener Hofbaumeister Martin Bartholomäus Viscardi leitete. Zum Patroziniumsfest am 14. September 1627 war der Umbau vollendet und der Kirchenbau konnte geweiht werden. Bis 1631 zog sich noch die Aufstockung der Türme beider Kirchen hin, die dabei ihre heutige Form erhielten.

## Beschreibung

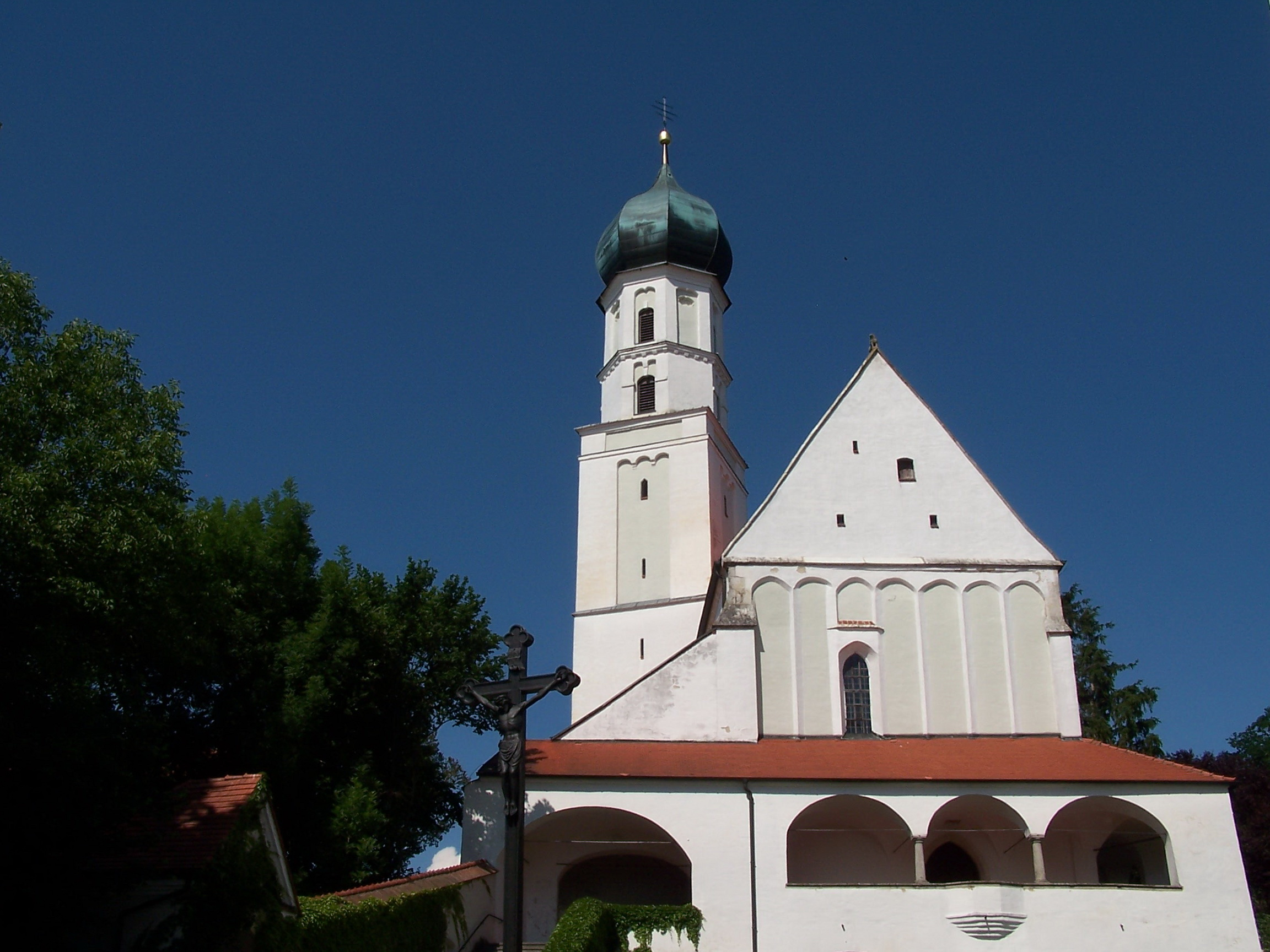
Außenansicht der Kreuzkirche

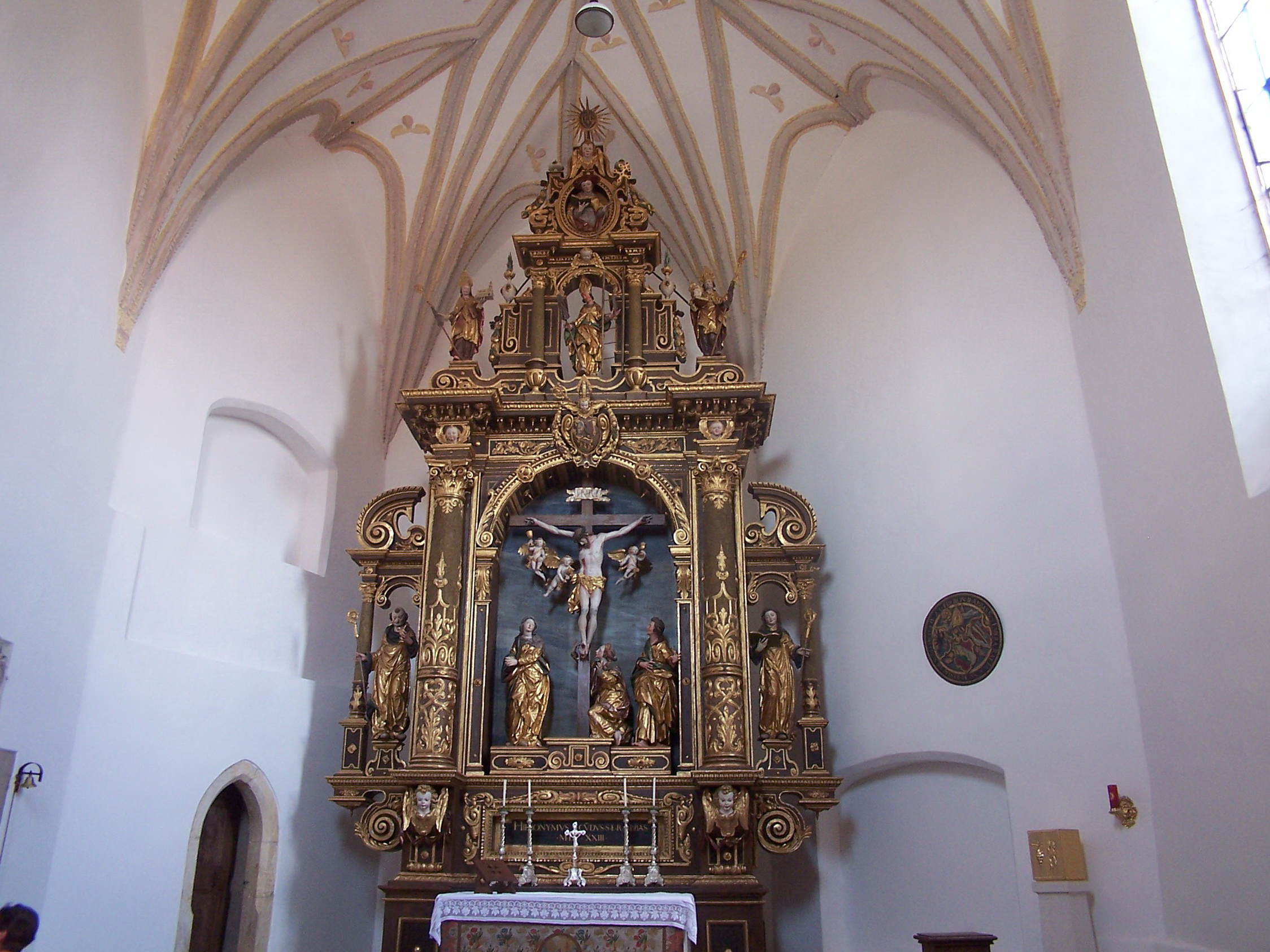
Hochaltar der Kreuzkirche, einer der schönsten Renaissance-Altäre Bayerns

Die Kreuzkirche steht auf einem ungewöhnlich hohen Unterbau, in dem die dreijochige, kreuzgratgewölbte Grablegungskapelle untergebracht ist. Hier befinden sich eine Holzfigur des Heilands im Grab aus der ersten Hälfte des 19. Jahrhunderts und das Wappen des Abtes Johannes III. Nablas, der das Heilige Grab errichten ließ, mit der Jahreszahl 1725. Über 28 Stufen erreicht man einen Gewölbeumgang, der sich über die West- und Südseite des Kirchenbaus erstreckt. Auffällig ist der Kanzelerker, eine leichte Vorwölbung der Brüstung auf der Westseite. Über zwei spitzbogige Portale, das Hauptportal im Westen und eine weitere Pforte im Süden, gelangt man ins Innere der Kreuzkirche. An ein kurzes Kirchenschiff, das von einer Stichkappentonne mit Stuckrippen überwölbt wird, ist der dreiseitig geschlossene Chorraum angebaut, an dessen nördliche schräge Flanke wiederum der Turm. Westlich des Kirchenschiffes befindet sich die separat zugängliche Ölbergkapelle mit Stuckfiguren des Regensburger Bildhauers Georg Wilhelm, die 1655 angefertigt wurden. 1906 wurde deren ursprüngliche Fassung übermalt.
Der Hochaltar der Kreuzkirche, der mit elf Metern die gesamte Höhe des Chorschlusses einnimmt, gilt als einer der schönsten Renaissance-Altäre Bayerns. Er wurde von Abt Hieronymus II. Feury gestiftet. Der Künstler ist unbekannt, er wurde aber möglicherweise von dem Regensburger Bildhauer Hans Wilhelm erschaffen. Die originale Farbfassung von Johann Paul Schwendter ist noch erhalten. Der Altar ist in Form eines zweigeschossigen Triumphbogens aufgebaut. In der Mittelnische befindet sich eine lebensgroße Kreuzigungsgruppe, flankiert von den Benediktinerheiligen Benedikt von Nursia und Scholastika von Nursia. Oberhalb der Kreuzigungsgruppe erkennt man das Wappen des Stifters, darüber eine Figur des heiligen Emmeram, die von den Heiligen Wolfgang und Dionysius flankiert wird. Diese drei Heiligen wurden im Kloster Sankt Emmeram besonders verehrt. Den oberen Abschluss des Altares bildet ein Ovalmedaillon mit einer Halbfigur des Kirchenvaters Hieronymus, des Namenspatrons des Stifters.
Die sechs Ölgemälde an den Wänden ergänzen thematisch den Hochaltar. Die Motive der ebenfalls von Johann Paul Schwendter gemalten Bilder sind: Die Verurteilung Christi (zwei Bilder), Christus vor Pilatus, Christus an der Geißelsäule, Christus fällt unter dem Kreuz, Christus wird an das Kreuz genagelt. Über der Sakristeitür befindet sich ein weiteres Wappen des Abtes Johannes Nablas mit der Jahreszahl 1626. Die in den Wänden eingelassenen Tafeln tragen die Namen von über 900 in den beiden Weltkriegen gefallenen Soldaten aus dem ehemaligen Landkreis Mallersdorf. Ihnen zu Ehren wird stets am dritten Samstag im September die Kreis-Kriegergedächtnisfeier abgehalten.